# Opernquerschnitt
Ein Opernquerschnitt ist eine Vermarktungsform von Werken des Musiktheater-Repertoires durch Tonträgerunternehmen in der Ära der Langspielplattenproduktion.
Während es bis weit ins 20. Jahrhundert hinein auf Tonträgern meist nur instrumentale Arrangements der populärsten Melodien aus Opern und Operetten gab, entwickelten die Produzenten von Schellackplatten ab 1930, alternativ zur damals noch sehr seltenen Gesamtaufnahme einer Oper, das Format des sogenannten Opernquerschnitts.
Zunächst wurde oft ein bunter Melodienreigen zusammengestellt, der nicht immer aus vollständigen Nummern bestand, teils auch von ganz unterschiedlichen Sänger-Teams und Orchestern eingespielt waren. Auch die Reihenfolge des Zusammenschnitts hatte nicht immer mit der originalen Dramaturgie des Werkes zu tun, sondern orientierte sich teils an der Idee einer möglichst abwechslungsreichen Anordnung oder sogar einer Tonartenfolge, die aufeinander abgestimmt war. Die gebotene Kürze der Präsentation (in der zweiten Nachkriegszeit, als der Opernquerschnitt besondere Konjunktur hatte, war der Umfang noch immer auf maximal 20–25 Min. pro Seite beschränkt) machte es nötig, überwiegend geschlossene Nummern aus Opern zu wählen, eine Praxis, die der italienischen und französischen Nummernoper des Belcanto (Rossini, Verdi, Gounod, Offenbach, Bizet) weit mehr entgegenkam als dem durchkomponierten Musikdrama von Richard Wagner oder Richard Strauss.
Noch bis in die 1960er Jahre wurden Opernquerschnitte auch separat produziert, doch gab es auch die auf einen Querschnitt reduzierte Gesamtaufnahme, die viele Firmen erfolgreicher vermarkteten als die integralen Versionen.
Auch von Oratorien (z. B. Johannes-Passion von Johann Sebastian Bach) wurden Querschnitte produziert.